# Percefleur à flancs blancs
Diglossa albilatera
Espèce
Statut de conservation UICN

 LC  : Préoccupation mineure
Le Percefleur à flancs blancs (Diglossa albilatera) est une espèce de passereau appartenant à la famille des Thraupidae.